# Andrea Veneracion
Andrea Veneracion, dite Ma'am OA, née à Manille le 11 juillet 1928 et morte à Quezon City le 9 juillet 2013, deux jours avant son 85e anniversaire, est une cheffe de chœur philippine. Elle est notamment connue pour avoir fondé la chorale des Philippine Madrigal Singers.

## Biographie

### Jeunesse et formation initiale
Andrea Ofilada Veneracion naît le 11 juillet 1928 à Manille, de Macario Ofilada et de Raymunda Carriaga. Durant sa jeunesse, elle souhaite initialement se tourner vers la médecine, mais son professeur de piano  Julio Esteban Anguita l'oriente vers une carrière musicale. Elle étudie en particulier le piano et le chant à l'université des Philippines Diliman. Sa tessiture de soprano lyrique lui permet d'être sélectionnée comme soliste pour plusieurs oratorios et opéras,.
En tant que soliste, son talent est remarqué par le critique Rodrigo Perez, qui le loue dans le Manila Times en indiquant qu'Andrea Veneracion « a un timbre léger et argenté. Chaque ligne se déploie avec un sens de la conception musicale et en même temps avec un naturel charmant. Elle évite avec bonheur l'excès d'esbroufe et interprète tout avec une retenue qui n'est due qu'à une bonne éducation ».
Outre sa carrière artistique, Andrea Veneracion développe un attrait particulier pour la natation et est encouragée par ses mentors à ne pas délaisser la pratique sportive pour la musicale. Ses acquis sportifs, notamment en matière de gestion de la respiration, l'aident plus tard à former ses choristes à mieux gérer leur souffle et leur posture.

### Voyage aux États-Unis et promotion de la musique chorale aux Philippines
Dans les années 1950, elle part continuer sa formation aux États-Unis. Elle en revient convaincue qu'il faut développer la musique chorale aux Philippines. Elle fonde en 1963 le chœur des Philippine Madrigal Singers (également appelés Madz), mais œuvre largement au-delà de cette formation pour promouvoir le chant choral philippin. Elle pousse notamment de nombreux musiciens philippins à composer pour les Madz,.

## Récompenses
En 1990, Andrea Veneracion est nommée vice-présidente pour l'Asie de la Fédération internationale de musique chorale (en), puis présidente artistique du Festival choral international de Cagliari en 1996 et présidente du Festival choral international de Taipei en 2001.
En 1999, elle est nommée Artiste nationale des Philippines pour la Musique par le gouvernement philippin, ce qui est la plus haute distinction décernée dans ce domaine,,.

## Vie privée
Andrea Veneracion épouse Felipe, de qui elle a quatre enfants, Rafael, Chiqui, Angel, Diday et Peachy. Au moment de son décès, elle a également deux petites-filles, Isabelle et Emmanuelle.

## Décès
En 2005, Andrea Veneracion est victime d'un accident vasculaire cérébral qui la laisse dans le coma jusqu'à son décès le 9 juillet 2013. Un hommage national lui est rendu le 14 juillet suivant,.